# Dugoperajna tuna
Dugoperajna tuna (albakora, tunj dugokrilac; Thunnus alalunga), jedan od osam vrsta riba iz roda thunnus, porodica skušovki. Poznata je i pod brojnim sinonimima jer je klasificirana po raznim rodovima: Albacora alalonga (Bonnaterre, 1788), Germo alalunga (Bonnaterre, 1788), Orcynus alalonga (Bonnaterre, 1788), Scomber alalunga (Bonnaterre, 1788) i drugi.
To je pelagičko-oceanska, oceanodromna vrsta raširena između 40° sjeverne i južne širine u svim oceanima uključujući i Mediteran. Naraste do 140 centimetara (uobičajeno oko 100 cm), a može težiti i do 60 kg. Životni vijek joj je 9 godina
Kod talijana je poznata pod imenima alalunga ili alalonga, kod Francuza kao germon, i kao albacore i dugoperajna (longfin) tuna.
- Thunnus alalunga
- Thunnus alalunga
- Thunnus alalunga
- Thunnus alalunga
- Thunnus alalunga
- Thunnus alalunga
- Thunnus alalunga
- Thunnus alalunga
- Thunnus alalunga

## Vanjske poveznice
|  | Zajednički poslužitelj ima još gradiva o temi Thunnus alalunga |
|  | Wikivrste imaju podatke o taksonu Thunnus alalunga             |